# Veteris
Veteris (o Vitiris, Vheteris, Huetiris, Hueteris) es un dios celta que aparece en inscripciones bretanas romanas. Se cree que lo veneraran especialmente varones, su culto era popular entre miembros del ejército romano.